# 堀木訴訟
堀木訴訟（ほりきそしょう）は、障害福祉年金と児童扶養手当の併給禁止規定の合憲性が争われた日本における訴訟である。原告の姓から堀木訴訟と称されている。

## 概要
社会保障と憲法25条に関する最高裁判決のリーディング・ケースとされる判決であるが、憲法25条に関しては、朝日訴訟の傍論を踏襲しており、25条の規定は権利ではなく責務を定めたに過ぎないとして、権利性を否定したプログラム規定説に近い立場をとっている。その一方で、憲法25条に関する裁判規範性を否定していないことから純然たるプログラム規定説をその意味で採用したともいえない判断を行っている。この大法廷判決は、朝日訴訟と異なり、正面から25条と社会保障制度の関係が問題になったことから、後の社会保障と憲法25条の関係で争われた訴訟でしばしば引用されており、最高裁のとる憲法25条の違憲審査基準を示した判決として重要な意義を有しているといえる。

## 経緯
原告の女性は、視力障害者であり、1970年（昭和45年）当時の「国民年金法」に基づいて障害福祉年金を受給していたが、離婚した後自らの子供を養育していたことから生別母子世帯として児童扶養手当も受給できるものと思い知事に対し請求した。しかし、当時の児童扶養手当制度には手当と公的年金の併給禁止の規定があったことから、知事は児童扶養手当の請求を退けた。そこで、原告はこの処分を不服として提訴した。

## 必然性
堀木訴訟運動史によれば、「健康で文化的な最低限度の生活」を保障し、自立助長をその目的とするとされる生活保護制度は、貧困を固定化・長期化させ、その非人間的な取り扱いにより苦しめるものとなった。社会保障の中でも、離別した全盲の母親にとって数少ない生活保障の手段である、児童扶養手当の支給を求め、立法の違憲性をも主張するものとなった。運動の広がりに支えられ、日本の社会保障制度の貧困を裁くものとなったとされている。

## 解説
尾形（２０１３）は、憲法２５条について、最高裁はまず、①同上１項は、国民が最低生活を営みうるよう国政を運営すべきことなどを国の責務として宣言したものであり、個々の国民に対して具体的・現実的な権利を付与したものではない、と解した（前掲食料管理法違反被告事件）。その後、②（朝日訴訟では①を引用し、同条は具体的権利を付与するものではなく、その趣旨を実現する立法によって具体的権利が与えられること、同条１項に言う最低生活水準が抽象的・相対概念であること、などが示された（ただし、傍論）。本判決はそれを踏まえつつ（朝日訴訟は直接引用がない）、同条は、ⓐ全体として国債の作用に対する網領的性格を有し、ⓑ立法府に広い裁量を認めるが、ⓒ立法措置が著しく合理性を欠き裁量の逸脱・濫用が明らかなときは裁判規範として作用しうることを明らかにした。
一定の裁判規範性を承認する点で、本判決はもっぱらプログラム規定説に依拠するものではない。なお、本判決の原審は、本条１項が救貧施策を、２項が防貧施策をなす国の責務を宣言したと解し、２項の防貧施策について立法府の裁量にゆだねるという解釈をとったが、本判決ではそれを採らなかった。
２５条（あるいは１４条）違反か否かは、結局本件条項の合理性に帰着する。手当法は死別母子世帯への所得保障である母子福祉年金の補完として創設された経緯があり、国民年金給付一般と併給調整をすることに理由がないとは言えないが、本件の問題は、障害福祉年金との併給である。そのため、手当法が母子福祉年金の補完であるからと言って障害福祉年金をも併給調整の対象とするのは「過剰包摂」の感があるように思える。このように、本件条項の合理性に疑いがないわけではなかったが、最高裁は「疑いがある」程度では違憲となしがたいとした。と解説している。

## 下級審判決
第一審の神戸地方裁判所は、児童福祉手当とそのほかの公的年金の併給禁止規定は憲法第14条違反であるとし、憲法第25条第2項の規定による社会保障施策において差別的な取扱いをしてはならないとして原告を勝訴させた。（神戸地判昭和47・9・20行集23巻８＝9号711頁）
控訴審の大阪高等裁判所は、憲法第25条第2項の規定は第1項における「健康で文化的な最低限度の生活」を保障したものではなく第2項による国の政策については財政状況などから立法の裁量が認められ違憲ではないとして、原告を敗訴とした。(大阪高判昭和50・11・10行集26巻10＝11号1268頁）
特にこの控訴審判決が上の結論を導くにあたって提示したものとして特徴的なものにいわゆる「1項、2項分離論」が挙げられる。
判例や学説が憲法25条は1項が生存権を示し、2項が国に対してその実現の義務を課したとして、1項、2項が全体として国民の最低限度の生活を保障していると考えていた（現在もそうであると考えられる）。
しかし、本判決は1項を現在において最低限度を下回っている者を事後的に救済するための規定、すなわち救貧規定であると解する。そして、2項は、1項とは異なり、現在は最低限度の生活をできている者が将来最低限度の生活を維持できなくなることを防ぐべく、国は事前の施策をなすべきであることを定める規定、つまり防貧規定だと解する。
これにより、国の裁量権を1項では小さく、2項では大きく考えることができるとする。
これは国の裁量権をより小さく限定的に捉えようとする点で画期的であるが、何が防貧で何が救貧かは区別が難しく、区別の仕方如何によっては逆に国の裁量権を大きくしかねないことから、この考え方は浸透していない。

## 最高裁判決
上告審の最高裁判所でも、控訴審の判決が支持され原告の敗訴が確定した。
ただ、最高裁は控訴審のとった25条1項2項分離論を採用せず、1948年（昭和23年）の食糧管理法違反事件の大法廷判決を引用し、「憲法25条1項は『すべて国民は、健康で文化的な最低限度の生活を営む権利を有する。』と規定しているが、この規定が、いわゆる福祉国家の理念に基づき、すべての国民が健康で文化的な最低限度の生活を営みうるよう国政を運営すべきことを国の責務として宣言したものであること、また、同条2項は『国は、すべての生活部面について、社会福祉、社会保障及び公衆衛生の向上及び増進に努めなければならない。』と規定しているが、この規定が、同じく福祉国家の理念に基づき、社会的立法及び社会的施設の創造拡充に努力すべきことを国の責務として宣言したものであること、そして、同条1項は、国が個々の国民に対して具体的・現実的に右のような義務を有することを規定したものではなく、同条2項によって国の責務であるとされている社会的立法及び社会的施設の創造拡充により個々の国民の具体的・現実的な生活権が設定充実されてゆくものである」としている。
そして、「憲法25条の規定は、国権の作用に対し、一定の目的を設定しその実現のための積極的な発動を期待するという性質のものである。しかも、右規定にいう『健康で文化的な最低限度の生活』なるものは、きわめて抽象的・相対的な概念であって、その具体的内容は、その時々における文化の発達の程度、経済的・社会的条件、一般的な国民生活の状況等との相関関係において判断決定されるべきものであるとともに、右規定を現実の立法として具体化するに当たつては、国の財政事情を無視することができず、また、多方面にわたる複雑多様な、しかも高度の専門技術的な考察とそれに基づいた政策的判断を必要とするものである。したがって、憲法25条の規定の趣旨にこたえて具体的にどのような立法措置を講ずるかの選択決定は、立法府の広い裁量にゆだねられており、それが著しく合理性を欠き明らかに裁量の逸脱・濫用と見ざるをえないような場合を除き、裁判所が審査判断するのに適しない事柄であるといわなければならない。」としており、朝日訴訟で示した枠組みを基本的に踏襲している。
その上で、児童福祉年金と他の公的年金の併給禁止規定について、児童扶養手当は、もともと国民年金法61条所定の母子福祉年金を補完する制度として設けられたものとして受給者に対する所得保障である点において障害福祉年金と基本的に同一の性格を有するもの、と見るのがむしろ自然である。そして、一般に、社会保障法制上、同一人に同一の性格を有する二以上の公的年金が支給されることとなるべき、いわゆる複数事故において、そのそれぞれの事故それ自体としては支給原因である稼得能力の喪失又は低下をもたらすものであっても、事故が二以上重なったからといって稼得能力の喪失又は低下の程度が必ずしも事故の数に比例して増加するといえないことは明らかである。社会保障給付の全般的公平を図るため公的年金相互間における併給調整を行うかどうかは、立法府の裁量の範囲に属する事柄と見るべきであるから、それが低額であるからといって当然に25条違反になるとはいえないとし、障害福祉年金を受けることができる地位にある者とそのような地位にない者との間に児童扶養手当の受給に関して差別を生ずることになるとしても、合理的理由のない不当な差別に該当しないから憲法14条、13条にも反しないとした。
この判決では、伊藤正己も多数意見に立っている。

## 判決の影響
本件判決の第一審後、国会は児童扶養手当法の改正を行い、老齢福祉年金の受給者とともに障害福祉年金の受給者に対する併給禁止規定の対象から外したが、本件最高裁判決後の1985年、国会において再び改正がなされ、併給禁止規定の対象に戻す改正を行った。